# Estación Arata
Pedro Narciso Arata, también conocida simplemente como Arata, es una estación ferroviaria ubicada en los barrios de La Paternal y Agronomía en la Ciudad de Buenos Aires, Argentina
Se encuentra en una zona abierta, inusual en la Ciudad de Buenos Aires, ya que se emplaza en el límite entre el predio rural de la Facultad de Agronomía y el gran parque construido donde estuviera el Albergue Warnes. Además, hacia el norte de la estación hay clubes deportivos, casas y depósitos de baja altura.

## Ubicación
La estación se encuentra entre los barrios porteños de Agronomía, Parque Chas y La Paternal, en las calles laterales del Viaducto Arata (intersección de las avenidas Chorroarín y De los Constituyentes), de lo cual el andén que va a la Estación Federico Lacroze, se encuentra a media cuadra del andén que va a General Lemos, porque la estación no está arriba del túnel, si no al lado.

## Servicios
Presta servicio de pasajeros en el ramal eléctrico suburbano entre las estaciones Federico Lacroze y General Lemos.

## Historia
Fue inaugurada por el Ferrocarril Central de Buenos Aires como una pequeña parada de andenes enfrentados. Posteriormente fue ampliada, construyéndose dos largos andenes desfasados. 
Con la modernización de material rodante en 1973 todas las estaciones de la línea fueron modificadas. En el caso de Arata, se construyeron dos nuevos andenes laterales desfasados frente a los anteriores puesto que el diseño de ese entonces hacía permanecer la barrera baja más tiempo del necesario. No obstante, años después el paso a nivel fue remplazado por un túnel.

## Toponimia
Debe su nombre al Dr. Pedro Narciso Arata, uno de los principales impulsores de la Facultad de Agronomía y Veterinaría (posteriormente dividida en las Facultad de Agronomìa y la de Veterinaria), emplazada en el lugar.

## Imágenes

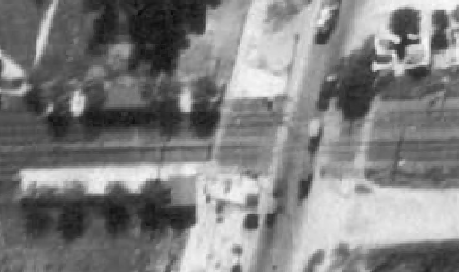
La parada original en 1940
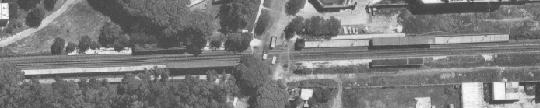
La estación actual y los anteriores andenes desfasados en 1978
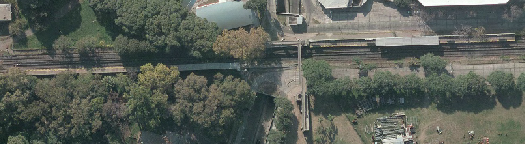
La estación en la actualidad (2013)